# Monergol
Un monergol est un ergol qui a la propriété de se suffire à lui-même pour assurer la propulsion dans un moteur-fusée ; autrement dit, un propergol constitué d'un seul ergol. Il est de formation souvent endothermique, et comparable à un explosif en ce qu'il produit une libération d'énergie et de gaz sans combustion, avec la différence importante de faire cela dans un mode non explosif.

## Principe
Les monergols nécessitent généralement l'usage d'un catalyseur pour assurer leur décomposition. 

## Exemples et applications
L'hydrazine N2H4 est un monergol avec, comme catalyseur de décomposition, le nitrure de molybdène MoN sur l'alumine Al2O3, l'iridium Ir, l'ion ferreux Fe2+ ou ferrique Fe3+ (plus rare).
L'eau oxygénée utilisée dans les années 1960 pour propulser les rocketbelts.
Le monergol Otto II (en),,
, composé de plusieurs produits dont le principal est le dinitrate 1,2-propanediol C3H6(NO3)2, structurellement semblable à la nitroglycérine C3H5(NO3)3 dont il diffère par deux groupes nitrate au lieu de trois et surtout son caractère bien moins dangereux en termes d'explosion. Utilisé notamment pour la production de gaz chaud alimentant le moteur pneumatique de torpilles OTAN comme la torpille Mark 48, selon la réaction: 
C3H6(ONO2)2 → 3 CO + 3 H2O + N2

## Confusion possible
On qualifie d'hypergolique un couple d'ergols qui, lorsqu'ils sont mis en contact l'un avec l'autre, autocatalysent leur propre oxydoréduction : la combustion s'initie spontanément, sans qu'il y ait besoin d'un système d'allumage.